# Edificio Bel Air
Le Edificio Bel Air, haut de 75 mètres, est le plus haut gratte-ciel de la ville de Puerto de la Cruz (Tenerife, Iles Canaries, Espagne). C'est également le troisième plus haut bâtiment de l'île de Tenerife, derrière les Torres de Santa Cruz et le Rascacielos de la avenida Tres de Mayo, tous deux situés à Santa Cruz de Tenerife, la capitale de l'île.
Construit en 1960, il est né comme un hôtel d’innovation américaine. Vingt ans plus tard, il est devenu résidentiel avec des appartements privés.